# سرزمین‌های مرزی ۳
سرزمین‌های مرزی ۳ (انگلیسی: Borderlands 3) یک بازی ویدئویی در سبک تیراندازی اول شخص و نقش‌آفرینی اکشن است؛ که توسط گیرباکس سافت‌ور توسعه یافته و به‌وسیلهٔ ۲کی گیمز در سال ۲۰۱۹ منتشر شد. «سرزمین‌های مرزی ۳» در پلت‌فرم‌های مایکروسافت ویندوز، پلی‌استیشن ۴، اکس‌باکس وان و گوگل استادیا منتشر شده‌است.